# Avenue Bernard-Bicheray
L'avenue Bernard-Bicheray est une voie publique de la commune française de Rouen située à l'ouest de la ville.

## Situation et accès
Elle est située sur la rive droite de la Seine.

## Origine du nom
L'avenue a été nommée en hommage à Bernard Bicheray (1905-1939), capitaine au long cours, originaire du Havre, commandant du pétrolier Sunik, mort en service le 27 juillet 1939 lors de l'incendie de son navire.

## Historique
L'avenue, menant à Croisset, portait en 1908 le nom de « boulevard de Croisset ». L'avenue est ainsi postérieure au percement de la prairie Saint-Gervais afin d'y créer les bassins.

## Bâtiments remarquables et lieux de mémoire
- Marché d'intérêt national de Rouen, inauguré le 8 octobre 1969